# Гарвард-Смитсоновский центр астрофизики
Га́рвард-Сми́тсоновский центр астрофи́зики (англ. Harvard-Smithsonian Center for Astrophysics, CfA) — вероятно, крупнейшая в мире астрофизическая организация. Входящие в неё учёные работают в рамках обширных исследовательских программ в области астрономии, астрофизики, науки о земле и космосе и преподавании естественных наук. Своей главной задачей центр провозглашает углубление знаний о Вселенной и понимания принципов её устройства путём научных исследований и развития астрономического и астрофизического образования.
Центр был основан в 1973 году для сотрудничества между Смитсоновским институтом и Гарвардским университетом. В его состав входят Обсерватория Гарвардского колледжа и Смитсоновская астрономическая обсерватория. Основное здание центра расположено в Кембридже (штат Массачусетс, США), пункты управления спутниками находятся в различных точках земного шара. Под началом Гарвард-Смитсоновского центра астрофизики создан Центр малых планет.

## История CfA
Центр астрофизики формально не является независимой юридической организацией, а скорее институциональным учреждением, действующим в соответствии с Меморандумом о взаимопонимании между Гарвардским университетом и Смитсоновским институтом. Это сотрудничество было официально оформлено 1 июля 1973 года с целью координации соответствующей исследовательской деятельности Обсерватории Гарвардского колледжа (HCO) и Смитсоновской астрофизической обсерватории (SAO) под руководством одного директора и размещено в одном комплексе зданий в кампусе Гарварда в Кембридже, штат Массачусетс.

### История Смитсоновской астрофизической обсерватории (SAO)
Сэмюэл Пирпонт Лэнгли, третий секретарь Смитсоновского института, основал Смитсоновскую астрофизическую обсерваторию 1 марта 1890 года. Первоначальная, основная цель астрофизической обсерватории состояла в том, чтобы "регистрировать количество и характер солнечного тепла". Чарльз Грили Эббот был назначен первым директором SAO, и обсерватория управляла солнечными телескопами для ежедневных измерений интенсивности Солнца в различных областях оптического электромагнитного спектра. При этом обсерватория позволила Эбботу внести важные уточнения в солнечную постоянную, а также случайно обнаружить солнечную цикличность.
В 1955 году научная штаб-квартира SAO переехала из Вашингтона в Кембридж, штат Массачусетс, чтобы присоединиться к обсерватории Гарвардского колледжа (HCO). Новым директором SAO был назначен Фред Лоуренс Уиппл, в то время возглавлявший факультет астрономии Гарварда. Таким образом, сотрудничество между SAO и HCP возникли на 18 лет раньше официального создания CfA. Переезд SAO в кампус Гарварда также привел к быстрому расширению его исследовательской программы. После запуска в 1957 году первого в мире искусственного спутника SAO приняла национальную задачу по созданию всемирной сети спутникового слежения, сотрудничая с Военно-воздушными силами Соединенных Штатов в рамках проекта Space Track.
С созданием НАСА в следующем году и на протяжении всей "космической гонки" SAO возглавляла основные усилия по разработке орбитальных обсерваторий и крупных наземных телескопов, лабораторной и теоретической астрофизики.

### История обсерватории Гарвардского колледжа (HCO)
Отчасти в ответ на возобновившийся общественный интерес к астрономии после возвращения кометы Галлея в 1835 году, в 1839 году была основана обсерватория Гарвардского колледжа, когда Гарвард назначил Уильяма Крэнча Бонда "Астрономическим наблюдателем в университете". В течение первых четырех лет своей работы, обсерватория располагалась в доме Даны-Палмер (где также проживал Бонд) недалеко от Гарвард-ярда и состояла чуть более чем из трех небольших телескопов и астрономических часов. В своей книге 1840 года, рассказывающей об истории колледжа, президент Гарварда Джосайя Куинси III отметил, что "...необходим отражающий телескоп, установленный на экваторе.". Этот телескоп, 15-дюймовый "Большой рефрактор", был открыт семь лет спустя (в 1847 году) на вершине холма Обсерватории в Кембридже (где он все еще существует сегодня, размещенный в старейшем комплексе зданий CfA). Телескоп был самым большим в Соединенных Штатах с 1847 по 1867 год.
Уильям Бонд и фотограф-первопроходец Джон Адамс Уиппл использовали Большой рефрактор для создания первых четких дагерротипов Луны (получив награду на Всемирной выставке 1851 года в Лондоне). Бонд и его сын Джордж Филлипс Бонд (второй директор HCO) использовали его для открытия 8-го спутника Сатурна Гипериона (который также был независимо открыт Уильямом Ласселлом).
Под руководством Эдварда Чарльза Пикеринга с 1877 по 1919 год обсерватория стала крупнейшим в мире производителем звездных спектров и величин, создала наблюдательную станцию в Перу и применила методы массового производства для анализа данных. Именно в это время HCO стала местом проведения серии крупных открытий в истории астрономии, основанных на так называемых "компьютерах" обсерватории (женщины, нанятые Пикерингом в качестве квалифицированных рабочих для обработки астрономических данных). В число этих "компьютеров" входили Уильямина Флеминг, Энни Джамп Кэннон, Генриетта Свон Ливитт, Флоренс Кушман и Антония Мори, которые сегодня широко признаны главными фигурами в истории науки. Генриетта Свон Ливитт, например, открыла так называемое зависимость период-светимость для классических Цефеид - переменных звезд, установив первую крупную шкалу расстояний в астрономии, с помощью которой можно измерить расстояние до галактик. Теперь называемое "законом Ливитт"-открытие считается одним из самых основополагающих и важных в истории астрономии; астрономы, такие как Эдвин Хаббл, позже использовали Закон Ливитт, чтобы установить, что Вселенная расширяется, что является основным доказательством модели Большого взрыва.
После ухода Пикеринга на пенсию в 1921 году руководство HCO перешло к Харлоу Шепли (главному участнику так называемого "Большого спора" 1920 года). Эта эпоха обсерватории прославилась благодаря работе Сесилии Пейн-Гапощкин, которая стала первой женщиной, получившей степень доктора философии по астрономии в колледже Рэдклифф (в нескольких минутах ходьбы от обсерватории). В диссертации Сесилии 1925 года предполагалось, что звезды состоят в основном из водорода и гелия, что в то время считалось нелепым.
В период пребывания Шепли в должности и формирования CFA обсерваторией руководили Дональд Х. Мензел, а затем Лео Голдберг, оба из которых поддерживали широко признанные программы в области солнечной и звездной астрофизики. Мензел сыграл важную роль в том, чтобы побудить Смитсоновскую астрофизическую обсерваторию переехать в Кембридж и более тесно сотрудничать с HCO.

### Совместная история Центра астрофизики (CFA)
Совместная основа для того, что в конечном итоге приведет к созданию Центра астрофизики, началась с переезда SAO в Кембридж в 1955 году. Фред Уиппл, который уже был заведующим кафедрой астрономии Гарварда, был назначен новым директором SAO в начале этой новой эры. В последующие 18 лет две независимые организации будут еще теснее сливаться друг с другом, эффективно (но неофициально) работая как один крупный исследовательский центр. Эти отношения были официально оформлены как новый Гарвард–Смитсоновский центр астрофизики 1 июля 1973 года. Джордж Б. Филд, в то время связанный с Беркли, был назначен его первым директором. 
В том же году был создан новый астрономический журнал «CfA»; также прибор CfA/SAO, летавший на борту «Скайлэба», обнаружил корональные дыры на Солнце. 
Основание CfA также совпало с рождением рентгеновской астрономии как новой, крупной области, в которой в первые годы в основном доминировали ученые CfA. Риккардо Джаккони, считающийся «отцом рентгеновской астрономии», основал подразделение астрофизики высоких энергий в рамках нового CFA, переведя большую часть своей исследовательской группы в SAO в 1973 году. Позже эта группа запустила HEAO-2 (первый рентгеновский телескоп для визуализации) в 1976 году и в конечном итоге возглавила разработку рентгеновской обсерваторией Чандра. «Чандра», вторая из Великих обсерваторий НАСА и по-прежнему самый мощный рентгеновский телескоп в истории, продолжает функционировать сегодня в рамках рентгеновского центра «Чандра» CfA. 
Позже Джаккони получит Нобелевскую премию по физике 2002 года за свою основополагающую работу в области рентгеновской астрономии.
Вскоре после запуска обсерватории HEAO-2 Стивен Вайнберг из CFA получил Нобелевскую премию по физике 1979 года за свою работу по электрослабому взаимодействию. В следующем десятилетии началось знаковое исследование красного смещения CFA (первая попытка отобразить крупномасштабную структуру Вселенной), а также был выпущен «Полевой отчет», очень большой десятилетний обзор астрономии и астрофизики. В 1982 на пост директора придет Ирвин Шапиро, который во время своего пребывания на посту директора (с 1982 по 2004 год) курировал расширение наблюдения CFA по всему миру, включая недавно названную обсерваторию Фреда Лоуренса Уиппла, инфракрасный телескоп (STS-51F) на борту Космического челнока, 6,5-метровый телескоп с несколькими зеркалами (MMT), спутник SOHO и запуск Chandra в 1999 году. Открытия, сделанные под руководством CFA в течение этого периода, включают каноническую работу над сверхновой 1987A, «Великой стеной CFA2», лучшим доказательством существования сверхмассивных черных дыр и первым убедительным доказательством существования экзопанеты.
В 1980-х годах CFA также сыграла заметную роль в истории информатики и Интернета: в 1986 году SAO начала разработку SAOImage, одного из первых в мире общедоступных приложений на базе X11 (его преемник DS9 остается наиболее широко используемым средством просмотра изображений астрономических объектов во всем мире). За это время ученые и разработчики программного обеспечения в CFA также начали работу над тем, что должно было стать Системой астрофизических данных (ADS), одной из первых в мире онлайн-баз данных научных работ.

## CfA Сегодня

### Исследования в CfA
Чарльз Элкок, известный рядом крупных работ, связанных с массивный компактный объект гало, был назначен третьим директором CfA в 2004 году. Сегодня под предводительством Чарльза Элкока, CfA является одним из крупнейших и наиболее продуктивных астрономических институтов в мире, с более чем 850 сотрудниками и годовым бюджетом, превышающим 100 миллионов долларов США. Гарвардский факультет астрономии, размещенный в рамках CfA, в котором набраны примерно 60 докторов, более чем 100 аспирантов и примерно 25 студентов Гарвардского колледжа, специализирующимися в области астрономии и астрофизики. Тем временем в SAO проводится длительная и высоко оцененная летняя программа стажировок REU. По оценкам CFA, примерно 10% профессионального сообщества астрофизиков в Соединенных Штатах провели там по крайней мере часть своей карьеры или образования.
CfA является ведущим или основным партнером в работе обсерватории Уиппла, обсерватории MMT, Южного полярного телескопа, VERITAS и ряда других небольших наземных телескопов. Стратегический план CFA на 2019-2024 годы включает строительство Гигантского телескопа Магеллана.
Наряду с рентгеновской обсерваторией Чандра, CFA играет центральную роль в наблюдении за рядом космических объектов, включая недавно запущенный солнечный зонд Parker, космический телескоп Kepler, обсерваторию солнечной динамики (SDO) и HINODE.
SAO является одним из 13 заинтересованных институтов совета по телескопам Горизонта событий, а в CfA находится Центр управления. В 2019 году проект показал первое изображение черной дыры. Этот результат широко расценивается как триумф, не только наблюдательной астрономии, но и ее пересечения с теоретической астрофизикой. Объединение наблюдательных и теоретических областей астрофизики было основным направлением деятельности CFA с момента его основания.
В 2018 году CFA провел ребрендинг, изменив свое официальное название на «Центр астрофизики | Гарвард и Смитсоновский институт», стремясь отразить его уникальный статус как совместного сотрудничества Гарвардского университета и Смитсоновского института.

## Финансирование
Сегодня CFA получает примерно 70 % своего финансирования от НАСА, 22 % от федеральных фондов Смитсоновского института и 4% от Национального научного фонда. Остальные 4 % поступают от спонсоров, включая Министерство энергетики Соединенных Штатов, Фонд Анненберга, а также другие подарки и пожертвования.
- НАСА — 70 %
- Национальный научный фонд США (NSF) — 4 %

## Руководители
- Джордж Филд: 1973—1982
- Ирвин И. Шапиро: 1982—2004[1]
- Чарльз Р. Элкок: 2004—настоящее время[2]

## Факты
Астероид 10234 Sixtygarden был назван в честь адреса центра.